# Huntington (West Virginia)
Huntington is een plaats (city) in de Amerikaanse staat West Virginia, en valt bestuurlijk gezien onder Cabell County en Wayne County.

## Demografie
Bij de volkstelling in 2000 werd het aantal inwoners vastgesteld op 51.475.
In 2006 is het aantal inwoners door het United States Census Bureau geschat op 49.007, een daling van 2468 (-4.8%).

## Geografie
Volgens het United States Census Bureau beslaat de plaats een oppervlakte van
46,6 km², waarvan 41,2 km² land en 5,4 km² water. Huntington ligt op ongeveer 166 m boven zeeniveau.

## Plaatsen in de nabije omgeving
De onderstaande figuur toont nabijgelegen plaatsen in een straal van 12 km rond Huntington.

## Geboren
- Carwood Lipton, (1920-2001)
- Brad Dourif (1950), acteur
- Joshua Harto (1979), acteur, filmproducent en scenarioschrijver